# Canton de Montauban-de-Bretagne
Le canton de Montauban-de-Bretagne est une circonscription électorale française située dans le département d'Ille-et-Vilaine et la région Bretagne.

## Histoire
De 1833 à 1848, les cantons de Bécherel et de Montauban avaient le même conseiller général. Le nombre de conseillers généraux était limité à trente par département.

## Représentation

### Conseillers d'arrondissement (de 1833 à 1940)
Le canton de Montauban appartenait à l'arrondissement de Montfort-sur-Meu jusqu'à sa disparition en 1926.
| Période                                  | Période      | Identité                            | Étiquette       | Qualité |
| ---------------------------------------- | ------------ | ----------------------------------- | --------------- | --- |
| 1833                                     | 1839         | Jacques Joseph Escolan              |                 | Notaire à Montauban                                                                                         |
|                                          |              |                                     |                 | |
|                                          | 1900 (décès) | François-Marie Rosselin (1838-1900) |                 | Propriétaire, maire de Montauban                                                                            |
|                                          |              |                                     |                 | |
| 1905                                     | 1919         | Eugène Crespel                      | Libéral         | Maire de Médréac                                                                                            |
| 1919                                     | 1922         | Louis de Villers                    | Libéral         | Propriétaire, maire de Montauban                                                                            |
| 1922                                     | 1928         | Émile Delisse (1855-1937)           | Conservateur    | Industriel à Montauban-de-Bretagne                                                                          |
| 1928                                     |              | Louis Rouault                       | Union nationale | Propriétaire à La Chapelle-du-Lou                                                                           |
| 1940                                     |              |                                     |                 | Les conseils d'arrondissement ont été suspendus par la loi du 12 octobre 1940 et n'ont jamais été réactivés |
| Les données manquantes sont à compléter. |              |                                     |                 | |

### Conseillers généraux de 1833 à 2015
| Période                                  | Période           | Identité                     | Étiquette             | Qualité                                                                                              |
| ---------------------------------------- | ----------------- | ---------------------------- | --------------------- | --- |
| 1833                                     | 1848              | Charles Hyacinthe Chartier   |                       | Maire de Bréteil (1830-1848)                                                                         |
| 1848                                     | 1852              | Henri du Boishamon           |                       | Propriétaire à Montauban-de-Bretagne                                                                 |
| 1852                                     | 1870              | Ange Trouëssart              |                       | Maire de Montauban-de-Bretagne (1848-1870, 1871-1874, 1876-1880)                                     |
| 1870                                     | 1871              | Gabriel Corbes               |                       | Propriétaire, maire de Boisgervilly                                                                  |
| 1871                                     | 1877              | Paul de Guéheneuc de Boishüe | Droite                | Propriétaire à Landujan                                                                              |
| 1877                                     | 1878 (annulation) | Constant Escolan             | Républicain           | Propriétaire à Montauban-de-Bretagne                                                                 |
| 1878                                     | 1881              | Paul de Guéhéneuc de Boishüe | Droite                | Maire de Landujan                                                                                    |
| 1881                                     | 1889              | Alfred Perdriel              | Républicain           | Négociant à Médréac                                                                                  |
| 1889                                     | 1901              | Paul de Guéheneuc de Boishüe | Droite                | Maire de Landujan                                                                                    |
| 1901                                     | 1925              | Charles de Botherel          | Conservateur          | Propriétaire, maire de La Chapelle-du-Lou                                                            |
| 1925                                     | 1937              | Joseph Carillet              | Républicain Démocrate | Propriétaire, maire de Médréac                                                                       |
| 1937                                     | 1940              | Eugène Griel                 | RG                    | Cultivateur à Médréac                                                                                |
|                                          |                   |                              |                       | |
| 1943                                     | 1945              | Fénelon Pinson (1899-1973)   |                       | Maire de Montauban-de-Bretagne, nommé conseiller départemental en 1943                               |
|                                          |                   |                              |                       | |
| 1945                                     | 1964              | Pierre Legault               | DVD                   | Agriculteur, maire de Boisgervilly                                                                   |
| 1964                                     | 1972 (décès)      | Joseph Faramin (1922-1972)   | MRP puis CD           | Commerçant, maire de Montauban-de-Bretagne                                                           |
| 1972                                     | 1994              | André Faramin                | CD puis UDF-CDS       | Directeur de maison de retraite, conseiller municipal puis adjoint au maire de Montauban-de-Bretagne |
| 1994                                     | 2015              | Marie Daugan                 | UDF puis UMP          | Agent immobilier, maire de Saint-M'Hervon (1983-2008)                                                |
| Les données manquantes sont à compléter. |                   |                              |                       | |

### Conseillers départementaux à partir de 2015
| Période élective | Période élective | Mandat | Mandat   | Identité              | Nuance | Nuance | Qualité |
| ---------------- | ---------------- | ------ | -------- | --------------------- | ------ | ------ | --- |
| 2015             | 2021             | 2015   | 2021     | Marie Daugan          |        | LR     | Retraitée gérante de société, maire de Saint-M'Hervon (1983-2008) |
| 2015             | 2021             | 2015   | 2021     | Pierre Guitton        |        | DVD    | Retraité salarié privé, maire de Saint-Méen-le-Grand (depuis 2014) |
| 2021             | 2028             | 2021   | en cours | Jean-François Bohanne |        | DVD    | Responsable logistique et relations humaines au Smictom (Syndicat mixte intercommunal de collecte et de traitement des ordures ménagères) Maire de Saint-Onen-la-Chapelle (depuis 2020) |
| 2021             | 2028             | 2021   | en cours | Charlotte Faillé      |        | DVD    | Cadre commercial, adjointe au maire d'Irodouër (depuis 2020) |

### Résultats détaillés

#### Élections de mars 2015
À l'issue du 1er tour des élections départementales de 2015, deux binômes sont en ballottage : Marie Daugan et Pierre Guitton (DVD, 32,52 %) et Madeleine Guée et Armel Jalu (Union de la Gauche, 30,15 %). Le taux de participation est de 54,68 % (12 662 votants sur 23 157 inscrits) contre 50,9 % au niveau départemental et 50,17 % au niveau national.
Au second tour, Marie Daugan et Pierre Guitton (DVD) sont élus avec 58,46 % des suffrages exprimés et un taux de participation de 51,88 % (6 512 voix pour 12 014 votants et 23 156 inscrits).

#### Élections de juin 2021
Le premier tour des élections départementales de 2021 est marqué par un très faible taux de participation (33,26 % au niveau national). Dans le canton de Montauban-de-Bretagne, ce taux de participation est de 36,46 % (9 014 votants sur 24 721 inscrits) contre 34,85 % au niveau départemental. À l'issue de ce premier tour, deux binômes sont en ballottage : Jean-François Bohanne et Charlotte Faillé (Divers, 36,22 %) et Serge Jalu et Carine Peila-Binet (DVG, 30,9 %).
Le second tour des élections est marqué une nouvelle fois par une abstention massive équivalente au premier tour. Les taux de participation sont de 34,36 % au niveau national, 34,98 % dans le département et 36,83 % dans le canton de Montauban-de-Bretagne. Jean-François Bohanne et Charlotte Faillé (Divers) sont élus avec 51,68 % des suffrages exprimés (4 387 voix pour 9 105 votants et 24 723 inscrits),,. 

## Composition

### Composition avant 2015

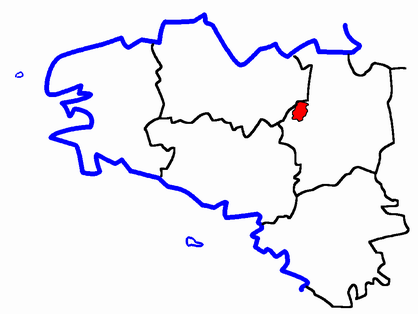
Situation du canton de Montauban-de-Bretagne dans le département d'Ille-et-Vilaine avant 2015.

Le canton de Montauban-de-Bretagne regroupait huit communes.
| Nom                               | Code Insee | Codepostal | Superficie (km2) | Population (dernière pop. légale) | Densité (hab./km2) |
| --------------------------------- | ---------- | ---------- | ---------------- | --------------------------------- | ------------------ |
| Montauban-de-Bretagne (chef-lieu) | 35184      | 35360      | 42,96            | 4 983 (2012)                      | 116                |
| Boisgervilly                      | 35027      | 35360      | 19,95            | 1 562 (2012)                      | 78                 |
| La Chapelle-du-Lou                | 35060      | 36350      | 7,28             | 803 (2012)                        | 110                |
| Landujan                          | 35143      | 35360      | 14,32            | 959 (2012)                        | 67                 |
| Le Lou-du-Lac                     | 35158      | 36350      | 3,18             | 96 (2012)                         | 30                 |
| Médréac                           | 35171      | 35360      | 35,02            | 1 829 (2012)                      | 52                 |
| Saint-M'Hervon                    | 35301      | 35360      | 2,46             | 498 (2012)                        | 202                |
| Saint-Uniac                       | 35320      | 35360      | 6,89             | 515 (2012)                        | 75                 |

### Composition depuis 2015
Lors du redécoupage cantonal de 2014, le canton de Montauban-de-Bretagne regroupait 24 communes.
À la suite de la fusion, au 1er janvier 2016, de La Chapelle-du-Lou et Le Lou-du-Lac pour former la commune nouvelle de La Chapelle du Lou du Lac, et à celle de Montauban-de-Bretagne et Saint-M'Hervon le 1er janvier 2019 pour former Montauban-de-Bretagne, le canton est désormais composé de vingt-deux communes.
| Nom                                           | Code Insee | Intercommunalité        | Superficie (km2) | Population (dernière pop. légale) | Densité (hab./km2) | Modifier                                    |
| --------------------------------------------- | ---------- | ----------------------- | ---------------- | --------------------------------- | ------------------ | ------------------------------------------- |
| Montauban-de-Bretagne (bureau centralisateur) | 35184      | CC Saint-Méen Montauban | 45,42            | 6 574 (2022)                      | 145                | modifier les données · modifier les données |
| Bécherel                                      | 35022      | Rennes Métropole        | 0,57             | 685 (2022)                        | 1 202              | modifier les données · modifier les données |
| Bléruais                                      | 35026      | CC Saint-Méen Montauban | 3,33             | 98 (2022)                         | 29                 | modifier les données · modifier les données |
| Boisgervilly                                  | 35027      | CC Saint-Méen Montauban | 19,95            | 1 757 (2022)                      | 88                 | modifier les données · modifier les données |
| La Chapelle-Chaussée                          | 35058      | Rennes Métropole        | 14,76            | 1 299 (2022)                      | 88                 | modifier les données · modifier les données |
| La Chapelle du Lou du Lac                     | 35060      | CC Saint-Méen Montauban | 10,46            | 1 037 (2022)                      | 99                 | modifier les données · modifier les données |
| Le Crouais                                    | 35091      | CC Saint-Méen Montauban | 6,25             | 591 (2022)                        | 95                 | modifier les données · modifier les données |
| Gaël                                          | 35117      | CC Saint-Méen Montauban | 52,10            | 1 617 (2022)                      | 31                 | modifier les données · modifier les données |
| Irodouër                                      | 35135      | CC Saint-Méen Montauban | 23,54            | 2 308 (2022)                      | 98                 | modifier les données · modifier les données |
| Landujan                                      | 35143      | CC Saint-Méen Montauban | 14,32            | 930 (2022)                        | 65                 | modifier les données · modifier les données |
| Langan                                        | 35144      | Rennes Métropole        | 7,80             | 1 090 (2022)                      | 140                | modifier les données · modifier les données |
| Médréac                                       | 35171      | CC Saint-Méen Montauban | 35,02            | 1 845 (2022)                      | 53                 | modifier les données · modifier les données |
| Miniac-sous-Bécherel                          | 35180      | Rennes Métropole        | 13,55            | 788 (2022)                        | 58                 | modifier les données · modifier les données |
| Muel                                          | 35201      | CC Saint-Méen Montauban | 28,90            | 912 (2022)                        | 32                 | modifier les données · modifier les données |
| Quédillac                                     | 35234      | CC Saint-Méen Montauban | 26,54            | 1 272 (2022)                      | 48                 | modifier les données · modifier les données |
| Romillé                                       | 35245      | Rennes Métropole        | 28,67            | 4 154 (2022)                      | 145                | modifier les données · modifier les données |
| Saint-Malon-sur-Mel                           | 35290      | CC Saint-Méen Montauban | 16,07            | 613 (2022)                        | 38                 | modifier les données · modifier les données |
| Saint-Maugan                                  | 35295      | CC Saint-Méen Montauban | 8,43             | 518 (2022)                        | 61                 | modifier les données · modifier les données |
| Saint-Méen-le-Grand                           | 35297      | CC Saint-Méen Montauban | 18,28            | 4 642 (2022)                      | 254                | modifier les données · modifier les données |
| Saint-Onen-la-Chapelle                        | 35302      | CC Saint-Méen Montauban | 24,66            | 1 121 (2022)                      | 45                 | modifier les données · modifier les données |
| Saint-Pern                                    | 35307      | CC Saint-Méen Montauban | 12,13            | 1 003 (2022)                      | 83                 | modifier les données · modifier les données |
| Saint-Uniac                                   | 35320      | CC Saint-Méen Montauban | 6,89             | 512 (2022)                        | 74                 | modifier les données · modifier les données |
| Canton de Montauban-de-Bretagne               | 3515       |                         | 417,64           | 35 366 (2022)                     | 85                 | modifier les données                        |

## Démographie

### Démographie avant 2015
| 1999  | 2006  | 2011   | 2012   |
| ----- | ----- | ------ | ------ |
| 8 578 | 9 838 | 11 032 | 11 245 |

### Démographie depuis 2015
En 2022, le canton comptait 35 366 habitants, en évolution de +4,5 % par rapport à 2016 (Ille-et-Vilaine : +5,46 %, France hors Mayotte : +2,11 %).
| 2013   | 2018   | 2022   |
| ------ | ------ | ------ |
| 33 225 | 34 171 | 35 366 |